# Peter Case
Peter Case (Buffalo, 5 aprile 1954) è un cantautore statunitense conosciuto per aver fatto parte della prima scena new wave californiana, fondatore dei Nerves e dei Plimsouls e poi per una lunga serie di apprezzati album folk rock caratterizzati dall'uso prevalente della tecnica del fingerpicking.

## Biografia
Cresciuto ad Hamburg si trasferì nel 1974 a San Francisco dove ha fatto parte della scena new wave, prima come membro dei Nerves (dal 1976) e poi dei Plimsouls (nel 1979).
Dopo lo scioglimento di questi ultimi ha iniziato la carriera solista avvenuta nel 1986 con'album omonimo prodotto da T-Bone Burnett e Mitchell Froom uscito per Geffen Records e a cui parteciparono Mike Campbell, John Hiatt, Jim Keltner, Jerry Marotta, Roger McGuinn  e Van Dyke Parks. La canzone Old Blue Car tratta dal disco fu nominata per il Grammy Award mentre il giornalista Robert Palmer del New York Times mise l'album all primo posto tra quelli usciti nell'anno.
Tre anni dopo Case pubblicò il secondo album The Man With the Blue Post-Modern Fragmented Neo-Traditionalist Guitar con l'ausilio di David Hidalgo dei Los Lobos, Ry Cooder, e Benmont Tench. L'album non ottenne un notevole successo ma fu favorevolmente considerato da critica e musicisti. Springsteen disse in un'intervista a Rolling Stone che quell'anno aveva ascoltato Case più di ogni altro artista.
Nel 1992 pubblicò il terzo album Six Pack of Love con il singolo apripista Dream About You che ebbe buon successo. Dopo un album dal vivo per Geffen Records Peter Case Sings Like Hell Case firmò con la Vanguard Records che pubblicò Torn Again nel 1995.
Nel 1996 si riunì con i Plimsouls. Continuò poi con la carriera solista con la Vanguard che pubblicò in successione Full Service No Waiting (1998), Flying Saucer Blues (2000), e Beeline (2002) inframezzati nel 2001 da un album autoprodotto Thank You St. Jude.
Case è anche musicologo. In questa veste ha anche curato il programma musicale del Getty Museum a Los Angeles. Ha inoltre prodotto l'album Avalon Blues tributo al bluesman Mississippi John Hurt che ha ricevuto la nomination al Grammy Award nel 2002 come Best Traditional Folk Album.
Nel 2007 il suo nuovo album Let Us Now Praise Sleepy John ha ricevuto la nomination come Best Traditional Folk Album.

## Discografia

### Album
- Peter Case, 1986
- The Man with the Blue Post-Modern Fragmented Neo-Traditionalist Guitar, 1989
- Six-Pack of Love, 1992
- Sings Like Hell, 1994
- Torn Again, 1995
- Full Service No Waiting, 1998
- Flying Saucer Blues, 2000
- Thank You St. Jude, 2001
- Beeline, 2002
- Let Us Now Praise Sleepy John, 2007
- Wig!, 2010 album

### Raccolte
- Fast Folk: Los Angeles, 1988
- Who's Gonna Go Your Crooked Mile?, 2004
- The Case Files, 2011